# Mélyvíz (film, 2001)
A Mélyvíz egy 2001-es film, melyet David Siegel és Scott McGehee írt, valamint rendezett. A főbb szerepeket Tilda Swinton, Goran Višnjić, Jonathan Tucker és Josh Lucas alakította. A filmet a Fox Searchlight Pictures forgalmazza. A történet alapjául – Max Ophüls Vakmerő pillanat című alkotásához hasonlóan – Elizabeth Sanxay Holding The Blank Wall cím regényén alapuló történetet mesél el. A film bemutatójának időpontját a Sundance Filmfesztivál versenyére időzítették, ahol Giles Nuttgens operatőr elnyerte a legjobb forgatásért járó díjat.

## Cselekmény
Margaret Hall (Swinton) felső középosztálybeli családjával Kaliforniában Tahoe City nevű városában élnek. Férje a USS Consttellation repülőgép-hordozó fedélzetén teljesít szolgálatot. Margaret észrevette, hogy Beau nevű fia (Tuckler) nemi kapcsolatba keveredett egy renói éjszakai bár 30 éves tulajdonosával, Darby Reese-szel (Lucas). Ez akkor vált nyilvánvalóvá, mikor a részeg Beau egy éjszaka Renótól hazafelé jövet összetörte az autóját. Reese felajánlja, hogy ha kap 5000 dollárt, akkor távol tartja magát a fiútól. Margaret megpróbálja meggyőzni a fiát, hogy szexuális irányultsága nem válik majd a hasznára.
Ezen az estén Reese titokban meglátogatja Beau-t. Ők ketten egy csónakháznál találkoznak. Beaunak problémái akadtak, mert nem tudott az anyjától pénzt kérni. Mindketten a maguk igaza mellett érvelnek, Mikor Beau visszatér a házhoz, Reese egy korlátnak támaszkodik, ami ettől összedől, és így a vízbe zuhan. Egy horgonyon akad fenn a vízbe esett szereplő.
Másnap reggel Margaret Reese testét megtalálja a tengerparton. Odébb vonszolja, és leteszi egy tengeröbölnél. A holttestet gyorsan felfedezik. és a rendőrség emberölés miatt kezd el nyomozni. Ezután egy Alek Spera nevű ember (Višnjić) felkeresi Margaretet egy videókazettával, amin Veau és Darby látható nemi érintkezés közben. Azt mondják, a felvételért 50 000 dollárt kérnek, különben a felvételt átadják a rendőrségnek, és akkor Beau után is nyomozás indulhat.
Margaret sikertelenül próbál meg ennyi pénzt összeszedni. Másnap, mikor találkoznia kellene Alekkel, apósa szívrohamot kap. Alek megjelenik az após házában, és segít a férfi újraélesztésében. Ezután másnapra egy újabb találkozót beszélnek meg.
Nagle, Alek bűntársa mikor megtudja, hogy nincs meg a pénz, dühbe jön. Afelől kérdezgeti a társát, miért nem szedte ki a nőből a pénzt. Alek másnap felhívja Margaretet, és közli, hogy ő lemond a részéről, és így már csak 25 000 dollárt kell azonnal átadnia. Közben Beau felfigyel Margaret viselkedésére.
Mivel Margaret autója nem indul, taxival megy el a találkozóra. Mikor zálogházba adja az ékszereit, mindössze 12 0000 dollárt kap értük. Miközben Alek visszaviszi Tahoe-ba, a nő elmeséli, hogy már nem veszik hasznát a kazettának. Közben ugyanis Donellyt letartóztatták már Reese meggyilkolásáért. Azonban hozzáteszi, hogy nem Donelly a valódi gyilkos. Valójában maga Margaret ölte meg a férfit. Alek azonban nem tud neki hinni. Kiteszi a kórháznál, hogy el tudjon menni az apósához. Közben azonban Beau már hazavitte. Margaret taxival megy haza, ahol már Nagle várja. Rögtön elmeséli, hogy Donellyt szabadon engedték, ő pedig a teljes 50 000 dollárra igényt tart. Alek akkor ér Margaret házához, mikor a nő Ngle-lel tárgyal.
Nagle a csónakházhoz vonszolja Margaretet, itt pedig összevesznek. Nagle mindenképp azt akarja bebizonyítani, hogy Margaret össze tudja szedni a pénzt, csak nem akarja. Mikor Alke megérkezik, Nagle már veri Margaretet. A két férfi összeverekszik, Nagle megsebesíti Aleket, mire ő megfojtja az ellenfelét. Margaret megpróbálja elvállalni Nagle halála miatt a felelősséget, de Alek Nagle autójával elviszi a holttestet. Margaret megpróbálja Aleket utolérni, de nem sikerül neki. Ekkor Beau segítségét kéri.
Útközben folyamatosan keresik Nagle autóját. Egyszer csak egy árokban találták meg fejtetőre állva. Margaret megpróbálja kiszabadítani a súlyosan megsebesült Aleket. Alek kérlelte a nőt, hogy hagyja el, mielőtt a rendőrség odaérne. Ennek ellenére egészen Alek haláláig a helyszínen marad. Hazafelé útközben összevész Beauval. Ezután a kamera a ház homlokzatát mutatja, és a közönség egy telefonbeszélgetést hall. Ekkor az egyedül maradt férj hangja szűrődik ki. Visszatér a területre a normális élet ritmusa.

## Szereplők
| Karakter                    | Színész           | Szinkronhang   |
| --------------------------- | ----------------- | -------------- |
| Margaret Hall               | Tilda Swinton     | Kiss Mari      |
| Alek "Al" Spera             | Goran Visnjic     | László Zsolt   |
| Beau Hall                   | Jonathan Tucker   | Kékesi Gábor   |
| Jack Hall                   | Peter Donat       | Kárpáti Tibor  |
| Darby Reese                 | Josh Lucas        | Görög László   |
| Carlie Nagel                | Raymond J. Barry  | Makay Sándor   |
| Paige Hall                  | Tamara Hope       | Csuha Borbála  |
| Dylan Hall                  | Jordon Dorrance   | Büti Márk      |
| Sue Lloyd                   | Heather Mathieson |                |
| Kölcsön ügyintéző           | Holmes Osborne    | Kajtár Róbert  |
| Seriffhelyettes             | Richard Gross     | Holl János     |
| BYD                         | Kip Martin        | Halasi Dániel  |
| Barrish Brother alkalmazott | Frankie Loyal     | Vári Attila    |
| Ápoló                       | Kip Ellwood       | Kapácsy Miklós |
| Amber Lloyd                 | Margot Krindel    | Lamboni Anna   |
| Erős testalkatú rendőr      | Michael Pizzuto   | Beratin Gábor  |
| Nővér                       | Tajma Soleil      |                |
| Zenetanár                   | F.W. McGehee      | Vizy György    |

## Külső hivatkozások
- Mélyvíz az Internet Movie Database oldalon (angolul)